# 奥兰治-拿骚公国
在1712年从拿骚伯爵分出由拿骚-迪茨亲王约翰·威廉·弗里索担任奥兰治-拿骚公爵，他去世后有荷兰执政威廉四世担任该国的公爵，在1795年法军入侵荷兰，威廉五世被迫退位并逃到家族领地，法军成立了巴达维亚共和国。1806年威廉五世在不伦瑞克去世，爵位由威廉一世担任，但不久被并入了拿骚公国，在1813年拿破仑在莱比锡战役失败后退守到莱茵河西岸，他在表兄普鲁士国王腓特烈·威廉三世帮助下复国。3年后维也纳会议规定奥兰治-拿骚公国并入了普鲁士王国。作为补偿威廉一世担任了荷兰国王兼任卢森堡大公。